# 寺井病院 (石川県能美市)
寺井病院（てらいびょういん）は、公益社団法人石川勤労者医療協会が石川県能美市寺井町に設置する病院。
全日本民主医療機関連合会（民医連）加盟病院。

## 診療科
（この節の出典）
- 内科
- 小児科
- リハビリテーション科
- 放射線科

## 医療機関の指定・認定
（この節の出典）
- 保険医療機関
- 労災保険指定医療機関
- 指定自立支援医療機関(精神通院医療)
- 身体障害者福祉法指定医の配置されている医療機関
- 生活保護法指定医医療機関
- 原子爆弾被害者一般疾病医療取扱医療機関
- 在宅療養支援病院
- 無料低額診療事業実施医療機関

## 特徴
- 病院の理念により、差額ベッド代（個室料）を徴収していない[3]。

## 交通アクセス
- IRいしかわ鉄道線 能美根上駅からタクシーで約10分[4]
- 北陸新幹線・IRいしかわ鉄道線 小松駅からバスで約20分[4]
  - ２番のりばで、小松バス「寺井史跡公園行き」（小杉線・寺井線）乗車[5]、「寺井西口」停留所より徒歩1分[4]

## 周辺
- 寺井武道館[4]
- 寺井区民センター[4]
- 北國銀行寺井支店[4]